# Premio Gregor von Rezzori
Il Premio Gregor von Rezzori - Città di Firenze è un riconoscimento letterario assegnato annualmente al miglior romanzo straniero tradotto in italiano e alla migliore traduzione.
Istituito nel 2007 per ricordare lo scrittore austriaco Gregor von Rezzori, è ideato e organizzato dalla Fondazione Santa Maddalena nata nel 2000 per volontà di Beatrice Monti della Corte, vedova dell'autore.
Patrocinato dalla Regione Toscana e sostenuto dal Comune di Firenze si svolge solitamente nel mese di giugno all'interno del Festival degli Scrittori.

## Miglior romanzo straniero
- 2007 - Hisham Matar - Nessuno al mondo (In the Country of Men)
- 2008 - Arturo Pérez-Reverte - Il pittore di battaglie (El pintor de batallas)
- 2009 - Jhumpa Lahiri - Una nuova terra (Unaccustomed Earth)
- 2010 - Percival Everett - Ferito (Wounded)
- 2011 - Aleksandar Hemon - Il progetto Lazarus (The Lazarus Project)
- 2012 - Enrique Vila-Matas - Esploratori dell'abisso (Exploradores del abismo)
- 2013 - Juan Gabriel Vasquez - Il rumore delle cose che cadono (El ruido de las cosas al caer)
- 2014 - Maylis de Kerangal - Nascita di un ponte (Naissance d'un pont)[5]
- 2015 - Vladimir Georgievič Sorokin - La giornata di un opricnik (Den' oprichnika)
- 2016 - Mircea Cărtărescu - Abbacinante: il corpo (Orbitor. Corpul)
- 2017 - Mathias Enard - Bussola (Boussole)
- 2018 - George Saunders - Lincoln nel Bardo (Lincoln in the Bardo)
- 2019 - Annie Ernaux - Una donna (Une femme)
- 2020 - Richard Powers - Il sussurro del mondo (The Overstory)
- 2021 - Maaza Mengiste - Il re ombra (The Shadow King)[6]
- 2022 - Javier Marías - Tomás Nevinson[7]
- 2023 - Colm Tóibín - Il mago[8]
- 2024 - Michael Cunningham - Day[9]
- 2025 - Ferdia Lennon - Eroi senza gloria (Glorious Exploits)[10]

## Migliore traduzione
- 2007 - Bruno Ventavoli - La ballata di Iza di Magda Szabó
- 2008 - Silvia Bortoli - I Buddenbrook. Decadenza di una famiglia di Thomas Mann
- 2009 - Claudia Zonghetti - Vita e destino di Vasilij Semënovič Grossman
- 2010 - Maurizia Balmelli - Suttree di Cormac McCarthy
- 2011 - Franca Cavagnoli, Tommaso Pincio e Roberto Serrai - Il grande Gatsby di Francis Scott Fitzgerald
- 2012 - Bruno Berni - I figli dei guardiani di elefanti di Peter Høeg
- 2013 - Alessandro Fo - Eneide di Publio Virgilio Marone
- 2014 - Non assegnato
- 2015 - Federica Aceto - End Zone di Don DeLillo
- 2016 - Fulvio Ferrari - L'arte di collezionare mosche di Fredrik Sjöberg
- 2017 - Anna D'Elia - Terminus radioso di Antoine Volodine
- 2018 - Claudio Groff - alla carriera
- 2019 - Enrico Terrinoni - Antologia di Spoon River di Edgar Lee Masters
- 2020 - Monica Pareschi - Cime tempestose di Emily Brontë
- 2021 - Nicola Crocetti - Odissea di Nikos Kazantzakis[11]
- 2022 - Claudia Zonghetti - I fratelli Karamazov di Fëdor Dostoevskij[12]
- 2023 - Bruno Arpaia - Il Castello di Barbablù di Javier Cercas[13]
- 2024 - Daniele Ventre - Odissea di Omero[14]
- 2025 - Ilide Carmignani - Libro di Manuel di Julio Cortázar[15]